# Nippononeta
Genre
Nippononeta est un genre d'araignées aranéomorphes de la famille des Linyphiidae.

## Distribution
Les espèces de ce genre se rencontrent en Asie de l'Est et en Russie asiatique.

## Liste des espèces
Selon World Spider Catalog (version 21.5, 02/08/2020) :
- Nippononeta alpina (Li & Zhu, 1993)
- Nippononeta bituberculata Seo, 2018
- Nippononeta bursa Yin, 2012
- Nippononeta cheunghensis (Paik, 1978)
- Nippononeta coreana (Paik, 1991)
- Nippononeta elongata Ono & Saito, 2001
- Nippononeta embolica Tanasevitch, 2005
- Nippononeta kaiensis Ono & Saito, 2001
- Nippononeta kantonis Ono & Saito, 2001
- Nippononeta kurilensis Eskov, 1992
- Nippononeta masatakana Ono & Saito, 2001
- Nippononeta masudai Ono & Saito, 2001
- Nippononeta minuta (Oi, 1960)
- Nippononeta nodosa (Oi, 1960)
- Nippononeta obliqua (Oi, 1960)
- Nippononeta ogatai Ono & Saito, 2001
- Nippononeta okumae Ono & Saito, 2001
- Nippononeta onoi Bao, Bai & Tu, 2017
- Nippononeta pentagona (Oi, 1960)
- Nippononeta projecta (Oi, 1960)
- Nippononeta silvicola Ono & Saito, 2001
- Nippononeta sinica Tanasevitch, 2006
- Nippononeta subnigra Ono & Saito, 2001
- Nippononeta ungulata (Oi, 1960)
- Nippononeta xiphoidea Ono & Saito, 2001

## Publication originale
- Eskov, 1992 : A restudy of the generic composition of the linyphiid spider fauna of the Far East (Araneida: Linyphiidae). Entomologica Scandinavica, vol. 23, no 2, p. 153-168.